# Калмацкое (озеро)
Калмацкое — солёное озеро, расположенное на просторах Тобол-Ишимского междуречья, на стыке Лебяжьевского, Половинского и Варгашинского районов Курганской области, к северо-западу от озера Большой Невидим.

## Общие сведения
Площадь озера составляет 15,9 км². Высота над уровнем моря — 140 м. Длина озера около 6,3 км, ширина в центральной части достигает 2,8 км.

## Описание
Водоём имеет близкую к овальной форму, вытянутую в меридиональном направлении. Береговая линия слабо изрезана. Значительных притоков не имеет, питание озера происходит за счет атмосферных осадков. Берега низменные, заросшие камышом, на востоке заболоченные, на юге и, местами, на западе — солончаки. Ближайший населённый пункт, село Хутора, находится в 3,5 км к востоку. В 4 км к юго-западу — село Булдак.